# 夜のバラード (東京放送)
夜のバラード（よるのバラード）は、東京放送（現：TBSラジオ）にて放送されていたラジオ番組。

## 解説
本番組は深夜一歩手前の時間帯に、夜のムードを静かに味わう詩と音楽のファンタスティック番組をコンセプトとして開始された。
番組内で朗読される詩についてはパーソナリティが、内外の詩人の作品を紹介・朗読する形式で進められた。また、週一回、リスナーから寄せられたポエム・レターを朗読する日もあった。
番組の構成は放送作家の吉岡オサム（後に『天城越え』を始め、数々のヒット曲を世に送り出した作詞家の吉岡治その人である）が担当し、番組に寄せられた応募作品の選定も吉岡を中心にして行っていた。また番組冒頭で紹介される季節の詩も吉岡自身が書き下ろしていた。
番組のテーマ曲は西郷輝彦、倍賞美津子、黒沢明とロス・プリモス、青山ミチなどクラウンレコード所属歌手が歌っていた。また、いずみたくの作曲によりインストゥルメンタルで制作され、番組で流された曲に山上路夫が詩をつけ、東芝音楽工業よりシングル盤レコードとして発売されたのが由紀さおりの『夜明けのスキャット』である。
また本番組は明治製菓（現：明治）の一社提供であり、東京放送（現：TBSラジオ）、朝日放送（現：朝日放送ラジオ）、中部日本放送（現：CBCラジオ）、北海道放送（HBCラジオ）の4局で放送されていたネット番組であった。

## 番組パーソナリティ
- 金内吉男・松本典子（1966年6月～1968年9月）
- 清水綋治・吉田日出子（1968年10月～1969年9月）
- 富川澈夫・藤田とし子（1969年10月～1970年8月）
- 松山省二・神保共子（1970年8月～1971年9月）

## スタッフ
- 構成・詩 - 吉岡オサム、佐藤信、山元清多、上野昻志
- 音楽 - いずみたく、佐藤允彦、桂田實

## 参考資料
- TBS50年史（2002年1月、東京放送編・発行）-  国立国会図書館に於ける所蔵情報
  - 資料編 - 付録DVD-ROM『ハイブリッド検索編』番組カード
- ラジオ東京スピリッツ - Internet archive

過去の番組表（PDF、1966年～1970年）